# Phyllocnistis nepenthae
Phyllocnistis nepenthae là một loài bướm đêm thuộc họ Gracillariidae, known from Sumatra, Indonesia. Ấu trùng ăn Nepenthes tobaica.